# Louis d'Aubusson de la Feuillade
Louis d'Aubusson de la Feuillade (1673 - 1725), fue un militar francés, Mariscal de Francia.

## Biografía
Hijo de François d'Aubusson de la Fuillade, también Mariscal de Francia, se casó con la hija de Michel Chamillart, ministro de guerra de Luis XIV. 
Sucedió en 1706 a Vendôme, quien había sido enviado a Flandes después de la Batalla de Ramillies, al mando del ejército francés en Italia durante el curso de la Guerra de Sucesión Española. Ambicioso y arrogante, a los 33 años no tenía mucha experiencia sobre el campo de batalla, pero decidió de todas formas atacar la ciudadela de Turín, no obstante las indicaciones de Vauban, el cual le había aconsejado seguir una táctica distinta. El Asedio de Turín duró 117 días y esto era lo que Vauban más temía, el empleo de los piamonteses de las galerías de contraminas diezmó a los franceses. La batalla del 7 de septiembre vio al ejército francés sucumbir ante las armas conjuntas del duque Víctor Amadeo II y de Eugenio de Saboya.
Olvidado bajo el reinado de Luis XIV, fue de nuevo llamado por Luis XV que le nombró Mariscal de Francia en 1725.
Murió en el Château de Marly sin hijos, extinguiéndose así con él, el título ducal de la familia.